# From
From (litt. « Provenances ») est une série télévisée américaine, créée par John Griffin et diffusée depuis le 20 février 2022 sur le réseau Epix (renommée pour MGM+).
En France, elle est diffusée à la même date sur Paramount+.

## Synopsis
La série se déroule dans une petite ville au milieu d'une forêt des États-Unis qui semble être un lieu prisonnier du temps et de l’espace. Les personnes qui s’y retrouvent sont coincées, sans possibilité d’en sortir. Les résidents de la ville doivent survivre chaque nuit aux créatures cauchemardesques qui sortent de la forêt pour tenter de les attaquer. Les résidents tentent aussi de trouver des indices dissimulés dans la ville et dans la forêt dans l'espoir de trouver un moyen de s'échapper.
L'intrigue se concentre sur Boyd Stevens, le shérif et maire de-facto de la ville, et la famille Matthews, qui viennent d'arriver dans la ville.

## Distribution

### Acteurs principaux
- Harold Perrineau (VF : Daniel Njo Lobé) : Boyd Stevens
- Catalina Sandino Moreno (VF : Laëtitia Lefebvre) : Tabitha Matthews
- Eion Bailey (VF : Damien Boisseau) : Jim Matthews
- David Alpay (VF : Xavier Couleau) : Jade Herrera
- Elizabeth Saunders (en) (VF : Coco Noël) : Donna Raines
- Scott McCord (en) (VF : William Coryn) : Victor Kavanaugh
- Ricky He (VF : Gauthier Battoue) : Kenny Liu
- Chloe Van Landschoot (VF : Marie Glorieux) : Kristi Miller
- Pegah Ghafoori (VF : Marion Peronnet) : Fatima Hassan
- Corteon Moore (VF : Geoffrey Loval) : Ellis Stevens
- Avery Konrad (VF : Florie Auclerc) : Sara Myers
- Hannah Cheramy (VF : Léana Montana) : Julie Matthews
- Simon Webster (VF : Clara Soares) : Ethan Matthews
- Angela Moore (VF : Dorylia Calmel) : Bakta (depuis la saison 2)
- Kaelen Ohm (VF : Eve Reinquin) : Marielle Sinclair (depuis la saison 2)
- A.J. Simmons (VF : Kévin Goffette) : Randall Kirkland (depuis la saison 2)
- Nathan D. Simmons (VF : Birane Ba) : Elgin Williams (depuis la saison 2)
- Robert Joy (VF : Jean-Claude Donda) : Henry Kavanaugh (depuis la saison 3)
- Samantha Brown (VF : Marion Gress) : Acosta (depuis la saison 3)

### Anciens acteurs principaux
- Paul Zinno (VF : Gwendal Anglade) : Nathan Myers (saison 1)
- Shaun Majumder (VF : Yann Guillemot) : révérend Rudra Khatri (saison 1, invité saisons 2 et 3)
- Elizabeth Moy (VF : Diane Pierens) : Tian-Chen Liu (saisons 1 à 3)
- Deborah Grover (en) (VF : Colette Venhard) : Tillie (saisons 2 et 3)

### Acteurs récurrents
- Katerina Bakolias : Clara
- Cliff Saunders (VF : Stéphane Boucher) : Dale
- Cynthia Jimenez-Hicks (VF : Charlotte D'Ardalhon) : Trudy (saison 1)
- Reid Price (VF : Olivier Benard) : Tom (saison 1, invité saisons 2 et 3)
- Vox Smith (VF : Charlotte Hennequin) : le gamin en blanc (saison 1, invité saisons 2 et 3)
- Jamie McGuire : la créature au sourire fixé (saisons 1 et 2)
- Matthias Fenez : Matthias (saison 2)
- Zach Faye (VF : Guillaume Petit) : Reggie (saison 2)
- Tamara Fifield : Nicky (saison 3)

### Invités
- Simon Sinn (VF : Sylvain Clément) : Bing-Qian Liu (saisons 1 et 2)
- Bob Mann (VF : Benoît Du Pac) : Frank Pratt (saison 1)
- Colby Conrad : Tobey McCray (saison 1)
- Jessica Barry : Gina (saison 1)
- Christopher Hayes : Kevin (saison 1)
- Molly Dunsworth : « Jasmine » (saison 1)
- Lisa Ryder (VF : Jeanne Savary) : Abby Stevens (saisons 1 et 2)
- Robert Verlaque (VF : Sylvain Clément) : Martin (saisons 2 et 3)
- Seamus Patterson : Brick (saison 2)
- Phoebe Rex (VF : Nastassja Girard) : Kelly (saison 2)
- Taras Lesiuk : Brian (saison 2)
- Annika Borg : Paula (saison 2)

 Source et légende : version française (VF) sur RS Doublage et Doublage Séries Database

## Production

### Développement
Le 7 juin 2018, YouTube Red annonce le développement de la série créée par John Griffin dans le cadre d'un accord global entre les sociétés Midnight Radio et AGBO Studios d'Anthony et Joe Russo. En avril 2021, après YouTube Red, désormais nommé YouTube Premium, étant sous la programmation impromptue, la série est transférée sur le réseau Epix. Ce projet a reçu une commande de dix épisodes, avec Jack Bender en tant que réalisateur des quatre premiers épisodes.
Le 24 avril 2022, Epix a commandé une deuxième saison de 10 épisodes.
Le 29 juin 2023, MGM+ (anciennement Epix) a commandé une troisième saison de 10 épisodes, qui sera diffusée à partir du 22 septembre 2024.
Le 21 novembre 2024, MGM+ commande une 4ème saison.

### Attribution des rôles
En mai, Harold Perrineau, Eion Bailey et Catalina Sandino Moreno sont choisis pour des rôles principaux,,. En juillet, Shaun Majumder, Elizabeth Saunders, Avery Konrad, Hannah Cheramy, Ricky He, Simon Webster, Chloe Van Landschoot et Pegah Gahfoori se joignent à l'équipe.

### Tournage
Pour la première saison, le tournage a lieu, à la fin du mois, en mai 2021 à Halifax dans la Nouvelle-Écosse (Canada), ainsi que Beaver Bank (en) et à la rivière de Sackville (en), dans la communauté suburbaine de Lower Sackville.
Pour la troisième saison, il commence en juillet 2023 pour terminer en décembre suivant.

### Musique
La musique de la série est composée par Chris Tilton (en), et, quant à la chanson du générique de début, Que sera, sera (Whatever Will Be, Will Be) est interprétée par le groupe Pixies.

### Fiche technique
Sauf indication contraire, les informations mentionnées dans cette section peuvent être confirmées par la base de données cinématographiques IMDb,  présente dans la section « Liens externes ».
- Titre original et français : From
- Création : John Griffin
- Réalisation : Jack Bender, Brad Turner, Jennifer Liao, Jeff Renfroe et Alexandra La Roche
- Scénario : John Griffin, Javier Grillo-Marxuach, Vivian Lee et Jeff Pinkner
- Musique : Chris Tilton (en)
- Direction artistique : Mike Ryan Hall
- Décors : Matt Likely
- Costumes : Rachael Grant
- Photographie : Christopher Ball, David Geddes, David Greene et Michael Wale
- Montage : Ana Yavari, Wendy Hallam Martin, Stephen Lawrence, Dan Briceno, Michele Conroy et Maxyme Tremblay
- Casting : Robin D. Cook, Ben Pollack et Seth Yanklewitz
- Production : Michael Mahoney
- Coproduction : Valerie Halman et Nick Iannelli
- Production déléguée : Josh Appelbaum, Jack Bender, Lindsay Dunn, John Griffin, Mike Larocca, André Nemec, Jeff Pinkner, Scott Rosenberg, Anthony Russo, Joe Russo, Nancy Cotton, Michael Wright et Rola Bauer
- Sociétés de production : Midnight Radio, Gozie AGBO, MGM Television et MGM+ Studios
- Sociétés de distribution : Epix/MGM+ (États-Unis) ; Paramount+ (France)
- Pays de production :  États-Unis
- Langue originale : anglais
- Format : couleur — 2,00:1 — son stereo
- Genre : horreur, science-fiction
- Nombre de saison : 3
- Nombre d'épisode : 30
- Durée : 45–55 minutes
- Dates de première diffusion :
  - États-Unis : 20 février 2022 sur Epix, puis renommée MGM+
  - France : 20 février 2022 sur Paramount+[3]

## Épisodes

### Première saison (2022)
La première saison est diffusée à partir du 20 février 2022 sur Epix.
1. Voyage au bout du jour (Long Day's Journey Into Night)
2. L'État des lieux actuel (The Way Things Are Now)
3. Le Jour du choix (Choosing Day)
4. Une pierre et un arbre de passage (A Rock and a Farway)
5. Les Silhouettes (Silhouettes)
6. Le 74e Livre (Book 74)
7. Délivre nous du mal (All Good Things)
8. Fenêtres cassées, portes ouvertes (Broken Windows, Open Doors)
9. Dans la forêt (Into The Woods)
10. La Mappemonde (Oh, the Places We'll Go)

### Deuxième saison (2023)
La deuxième saison est diffusée à partir du 23 avril 2023 sur MGM+.
1. Étrangers en terre inconnue (Strangers in a Strange Land)
2. La Gentillesse des étrangers (The Kindness of Strangers)
3. Au bout du rouleau (Tether)
4. Par là (This Way Gone)
5. La Berceuse (Lullaby)
6. Pas de deux (Pas de deux)
7. Le Ventre de la Bête (Belly of the Beast)
8. Forêt pour les arbres (Forest for the Trees)
9. Boule de feu magique (Ball of Magic Fire)
10. Il était une fois… (Once Upon a Time?)

### Troisième saison (2024)
La troisième saison est diffusée à partir du 22 septembre 2024 sur MGM+.
1. Rupture (Shatter)
2. Quand on partira (When We Go)
3. Le Piège à souris (Mouse Trap)
4. Aller-retour (There and Back Again)
5. La Lumière du jour (The Light of Day)
6. Tissu cicatriciel (Scar Tissue)
7. Ces vies fragiles (These Fragile Lives)
8. Seuils (Thresholds)
9. Révélations : chapitre 1 (Revelations: Chapter One)
10. Révélations : chapitre 2 (Revelations: Chapter Two)

## Accueil critique
L'agrégateur de critiques Rotten Tomatoes, qui reçoit des critiques positives pour son histoire et la performance de Harold Perrineau, rapporte un taux d'approbation de 96 %, basée sur 24 avis. Metacritic note pondérément 63⁄100, basé sur 7 avis, mentionnant des « critiques généralement favorables ».
En France, sur Allociné, il montre un niveau positif de 4.1⁄5 avec 479 notes, dont 75 critiques des téléspectateurs.

## Distinctions

### Récompense
- Leo Awards 2023 : meilleur acteur dans un second rôle pour Ricky He[23]

### Nominations
- Saturn Awards 2022[24] :
  - Meilleur acteur de télévision pour Harold Perrineau
  - Meilleure série télévisée d'horreur